# Tekovský Hrádok
Tekovský Hrádok (maďarsky: Barsvárad) je vesnice a obec v okrese Levice v Nitranském kraji na Slovensku.

## Historie
V historických záznamech byla obec poprvé zmíněna v roce 1232.

## Geografie
Obec leží v nadmořské výšce 154 metrů a rozkládá se na ploše 7,3 km². Žije zde 380 lidí.

## Etnické složení
Obec je asi z 57 % maďarská a z 43 % slovenská.

## Zařízení
Vesnice má veřejnou knihovnu.